# Даррьёсек, Мари
Мари Даррьёсек (фр. Marie Darrieussecq, 3 января 1969, Байонна) — французская писательница.

## Биография
Родилась и выросла в Стране Басков. Училась в Байонне, потом окончила лицей Мишеля Монтеня в Бордо и Эколь Нормаль в Париже. Продолжила учёбу в Новой Сорбонне и Университете Париж VII. В 1997 защитила диссертацию по прозе Лейриса, Перека, Сержа Дубровски и Эрве Гибера. Переводила поэзию Овидия.
Несколько раз обвинялась в плагиате, написала эссе о плагиате в литературе.

## Произведения

### Романы и повести
- 1996 : Truismes, P.O.L. (номинация на Гонкуровскую премию)
- 1998 : Naissance des fantômes, P.O.L.
- 1999 : Le Mal de mer, P.O.L.
- 1999 : Précisions sur les vagues, P.O.L.
- 2001 : Bref séjour chez les vivants, P.O.L.
- 2002 : Le Bébé, P.O.L.
- 2003 : White, P.O.L.
- 2003 : Simulatrix, éd. Les Inrockuptibles, coll. «des nouvelles du sexe»
- 2004 : Claire dans la forêt suivi de Penthésilée, premier combat, éd. des femmes
- 2005 : Le Pays, P.O.L.
- 2007 : Tom est mort, P.O.L. (номинация на Гонкуровскую премию)
- 2007 : Mrs Ombrella et les musées du désert, éd. Scali
- 2008 : Péronille la chevalière, Albin Michel Jeunesse
- 2011 : Clèves, P.O.L.
- 2013 : «Надо очень любить людей» / Il faut beaucoup aimer les hommes, P.O.L. (премия Медичи, премия литературных премий)
- 2017 : Notre vie dans les forêts, P.O.L.
- 2019 : La Mer à l'envers, P.O.L

### Эссе
- 2010 :  Rapport de police. Accusations de plagiat et autres modes de surveillance de la fiction, P.O.L.

### Пьесы
- 2009 : Le Musée de la mer, P.O.L.

### Книги по искусству
- 1998 : Dans la maison de Louise, CAPC musée d’art contemporain de Bordeaux
- 2000 : Il était une fois… la plage, photographies de Roger-Viollet, éd. Plume
- 2001 : Sculptures de Lydie Arickx, textes et photographies, éd. Artémoins
- 2003 : Illusion de Dolorès Marat, éditions Filigranes
- 2006 : Do You Know What I Mean de Juergen Teller, Actes Sud
- 2008 : B2B2SP d’Edouard François, éd. Archibooks
- 2011 : A Portrait of the Artist as a Young Mother, éditions Filigranes
- 2013 : Gisants de Jan Fabre, éd. Galerie Daniel Templon
- 2013 : Faire de son mieux, photographies de Gilbert Garcin, éditions Filigranes

## Публикации на русском языке
- Хрюизмы. М.: АСТ; Захаров, 1999

## Признание
Проза писательницы переведена на многие языки мира, включая бенгали, китайский и японский.